# Deborah Estrin
Deborah Estrin, née le 6 décembre 1959, est une professeure d'informatique à l'université de Californie à Los Angeles (UCLA). Directrice du Center for Embedded Networked Sensing (en) (CENS), elle effectue des recherches sur les réseaux de capteurs sans fil sous forme de systèmes embarqués. Elle est fellow de l'Association for Computing Machinery et de l'Institute of Electrical and Electronics Engineers. Elle est aussi membre du conseil consultatif de TTI/Vanguard (en).
En 2003, elle est classée dans le Brilliant 10 du magazine Popular Science.
En 2007, Estrin est élue à l'Académie américaine des arts et des sciences.
En 2008, elle reçoit un doctorat honoris causa de l'École polytechnique fédérale de Lausanne (EPFL).
Elle est la fille de Gerald Estrin et la sœur de Judith Estrin.

## Prix et distinctions
- 2007 : prix pour femmes visionnaires de l’Institut Anita Borg de l'innovation[4]
- 2008 : doctorat honoris causa de l'EPFL
- 2009 : Académie nationale d'ingénierie des États-Unis
- 2018 : Prix MacArthur